# Гангста рап
Гангста рап е поджанр на хип-хоп жанра.
Характеризира се с текстове, свързани с живота на членове на банди от гангстери и други престъпници. Често самите изпълнители са членове на банди или твърдят, че са били такива. Началото на този стил в Рапа се поставя от Ice-T, N.W.A (начело с Ice Cube), както и Tupac, които допринасят за популизирането на този стил.
Гангста рапът е изопачена форма на националистическия рап. Познати със свръхкрайната си ярост към полицията, gangsta рапърите често ползват музиката, за да произвеждат контраобрази срещу правителството и полицията, разпръснати из истории за живота на човека извън закона. Саморазправата на махленско ниво, екшън мотивите и престрелките, както и войната между отделни членове и банди на гето общността са водещи краски при описанието и анализа на песни от gangsta рап стила, който повежда хип-хоп културата в нов курс на развитие. „Героят“ в подобни постановки се държи предизвикателно с полицията, обикновено успява да се измъкне невредим и да надхитри органите на реда. Същият този герой защитава тезата, че чернокожият мъж е онеправдан и е нарочен за враг на полицията. Като чеда на мизерното съществуване, героите на gangsta рапа понякога застъпват теми за бързо забогатяване, уреждане на сметки и доминиране в йерархията на квартала, като не бива да се учудваме, че често подчертават с гордост идентичността и името на родното си място.
Някои наблюдатели приписват появата на първата gangsta рап песен на Ice-T „6 `n the Mornin`“, още през 1986 г., която описва премеждията в ежедневието на чернокожия престъпник. Тълкуването на първичните тръпки на гето младежа е необходимо да се търси в недоволство от привилегиите на белите, които се разпореждат със съществуването на онези от предградията.
След първоначалното му създаване, жанрът изтърпява доста промени, като с времето, от брутален уличен ъндърграунд рап (в който основна тема са престъпленията) се превръща в по-комерсиален стил, за да може да бъде по-добре възприет и продаван.

## Известни личности
Tupac, Eazy E, The Game, Ice Cube, Dr.Dre, MC Ren, Nate Dogg, Snoop Dogg, 50 Cent, Achi G, WC, Kurupt, Daz Dillinger, Warren G, Mac Dre, Mack 10.